# 松旭斎すみえ
松旭斎 すみえ（しょうきょくさい すみえ、1938年1月1日 - 2023年8月12日）は、日本の奇術師。夫は腹話術師の花島三郎。本名∶友國 静子。「日本奇術界を代表する女性マジシャン」と評される。

## 人物・来歴
神奈川県横浜市出身。幼少時代は不遇で、12歳の時に里子に出され、その里親が松旭斎小天菊だったため、見よう見まねで奇術を習得。
本格的に修行をはじめ、「松旭斎すみえ」の名で門下生となる。20歳の時に「サン・パイン・シスターズ」を結成し、「デュエット奇術」なる新スタイルを発表。奇術界の売れっ子になり、積極的に芸域を広め、天性のしなやかさで人気を得た。
ポール・モーリアの楽曲「オリーブの首飾り」を手品のBGMとして初めて使用したことで知られる。カーラジオで偶然聞き、「手品のクライマックスに合う」と思い立ち、昭和50年頃から使い始めたという。従来の「見せるだけ」のマジックに軽妙なおしゃべりを交えながら披露し、現在の奇術スタイルを確立した。
日本奇術協会8代目会長を経て、名誉会長に就任。
2023年8月12日、老衰のため死去した。85歳没。

## 受賞歴
- 昭和52年度　第6回放送演芸奇術部門賞
- 昭和56年度　文化庁芸術祭優秀賞（グループで受賞）
- 昭和59年度　第10回芸団協芸能功労者表彰
- 昭和59年度　芸術祭優秀賞

## 弟子
- 花島皆子
- 松旭斎ちどり
- 花島世津子
- 花島久美
- 花島みどり
- 花島けいこ

弟子は、「松旭斎」ではなく「花島」を名乗っている。これは「松旭斎」という名が格式高い名前で、「これからは奇術師・手品師というよりもマジシャンという職業名が一般的になるだろう。その場合、『松旭斎』というより『花島』のほうが現代的だし、特に女性マジシャンの場合はより相応しいのではないか」として、一番弟子の花島皆子が、当人の叔父の芸名である「花島」を名乗ることになって以来、すみえの弟子はほぼ全員「花島」を名乗っている。

## 著書
- 初めてでもすぐできるやさしい手品・奇術入門 （1990年、日本文芸社）
- 松旭斎すみえのマジックの世界（2003年、東京堂出版）

## テレビ番組
- ライオンのいただきます（フジテレビ）
- 一枚の写真（フジテレビ）
- キイハンター100話（TBS）
- 特捜最前線21話（テレビ朝日）